# Chamberlain (Dakota Południowa)
Chamberlain – miasto w Stanach Zjednoczonych, w stanie Dakota Południowa, w hrabstwie Brule.